# Rodriguesia
Rodriguesia là một chi bướm đêm thuộc họ Noctuidae.